# Яжотец
«#Яжотец» (#ЯЖОТЕЦ) — российский комедийный телесериал-скринлайф. Главную роль сыграл Гоша Куценко. Премьера состоялась 20 сентября 2021 года на телеканале «ТНТ».

## Сюжет
44-летний Михаил Гречихин после развода становится воскресным папой. Он ведёт на YouTube видеоблог под названием «#ЯЖОТЕЦ», в котором в обучающем и воспитательном формате пытается передать сыну свой жизненный опыт, но каждая его попытка заканчивается происшествием с риском для жизни как для самого Михаила, так и для окружающих.
По словам креативного продюсера сериал хотели снимать про начинающего блогера, который гонится за известностью и просмотрами. Однако, эта задумка показалась довольно примитивной и скучной. Поэтому главным героем сериала выбрали человека с жизненной драмой (главный герой разведён), который начинает вести видеоблог для того, чтобы побыть с сыном и подготовить его ко взрослой жизни.

## Список и описание серий
| № серии | Описание серии | Дата выхода серии |
| ------- | --- | ----------------- |
| 1       | Отец с сыном ведут небольшой видеоблог, в котором делают обзоры на игрушки. Во время съёмок нового видео Михаил узнаёт, что жена ему изменяет. Он разводится с женой, и может видеться с сыном только по воскресеньям. Главный герой решает изменить направление блога — в новых выпусках он учит сына как выполнять различную мужскую работу. В первом видео отец с сыном собирают двуспальную кровать.                                                                                                | 20 сентября 2021  |
| 2       | Михаил узнаёт, что новый «папа» Стёпы, подарил ему часы с навигатором. В серии отец показывает сыну, что настоящий мужчина может ориентироваться где угодно без современных гаджетов. Для этого они собираются в лес, где им нужно хорошо заблудиться. | 20 сентября 2021  |
| 3       | В школе Степе задали снять видеоролик про животных. Отец с сыном едут в зоопитомник, где снимают документальный «блокбастер» про животных средней полосы России. | 21 сентября 2021  |
| 4       | Дядя Слава подарил Стёпе велосипед за то, что тот закрыл четверть на одни пятёрки. А Михаил, чтобы быть лучшим родителем, решает научить сына водить машину. | 21 сентября 2021  |
| 5       | Степка очень хочет завести дома большого паука, но мама и дядя Слава против. Михаил говорит, что уже сегодня у сына появится паук, потому что «это у мамы там остров под названием „Нельзя“, а у него — остров под названием „Можно“». | 22 сентября 2021  |
| 6       | В серии Степа с восторгом рассказывает, как дядя Слава свозил их с мамой в Париж. На это отец отвечает, что самые лучшие путешествия — это путешествия по России, поэтому вместе с сыном они едут на речной круиз на теплоходе. | 22 сентября 2021  |
| 7       | Отец хочет показать сыну, что настоящий мужчина всегда может найти способ заработать. Для этого Михаил регистрируется в приложении «Мастер на час» и они со Стёпой начинают ждать первые заказы. | 23 сентября 2021  |
| 8       | Степка впервые собирается пойти вместе с одноклассниками на квест, однако ему страшно, что он не справится. Чтобы избавить сына от фобии, Михаил предлагает пройти ему самодельный квест. | 23 сентября 2021  |
| 9       | Выпуск 17 «Остров Ч2.». После того как в прошлом выпуске произошло «запланированное кораблекрушение», Михаил решает, что это отличный шанс показать Степке методы выживания на необитаемом острове. Выпуск 18 «Стройка». В этом выпуске Михаил научит Степку базовым трюкам на велосипеде. А также покажет, как с помощью обычного сварочного аппарата починить вилку от некачественного двухколесного подарка дяди Славы.                                                                              | 27 сентября 2021  |
| 10      | Выпуск 19 «Армия». Михаил решает заранее подготовить Степку к тяготам армейской жизни. Прохождению КМБ, правильной чистке картошки, а также не обойдет стороной и тему неуставных отношений. Выпуск 20 «Поход». У Степки поход на природу с его новым классом. Михаил расценивает это как отличную возможность для сына утвердиться в новом коллективе. Для этого Михаил отправляется в поход вместе со Степой.                                                                                         | 27 сентября 2021  |
| 11      | Выпуск 21 «Лайфхаки 1». Михаил решает обновить съемочную студию, она же комната в квартире Валеры. Для этого у него есть набор Гречихинских лайфхаков, как быстро, а главное недорого сделать косметический ремонт. Валеру ждет большой сюрприз. Выпуск 22 «Лайфхаки 2». После нашумевшего выпуска про лайфхаки для ремонта Михаил остается без жилья. Но он не отчаивается, а решает снять ещё один выпуск с лайфхаками. На этот раз — о выживании в каменных джунглях, без дома, работы и денег.      | 28 сентября 2021  |
| 12      | Выпуск 23−24 «Переезд». Таня и дядя Слава дарят на день рождения Михаилу квартиру. Михаил обещает сыну, что они снимут серию интересных выпусков про её обустройство. Но неожиданно Степа перестает выходить на связь. | 28 сентября 2021  |
| 13      | Выпуск 25 «Новый формат». Вернувшийся из колонии-поселения Михаил решает окончательно закрыть канал #ЯЖОТЕЦ и придумать новый формат для своего видеоблога. Выпуск 26 «Консьерж». Михаил устраивается работать консьержем в элитный жилой комплекс. И сегодня они со Степкой снимут выпуск про важные и недооцененные профессии. Михаил покажет насколько ответственно и круто быть консьержем. | 29 сентября 2021  |
| 14      | Выпуск 27 «Общежитие». После того как Михаила совершенно «несправедливо» уволили из ЖК, он переезжает в общежитие. В этом выпуске Михаил расскажет Степке о том, что общежитие — это идеальная модель соседствования, коммунизм в отдельно взятом здании. Выпуск 28 «Родня». Михаил везет Степку в деревню Октябрьская — знаменитое дворянское гнездо Гречихиных. Они снимут выпуск про то, как важно знать свои корни, а также о том, что Гречихины всегда готовы совершить подвиг во благо остальных. | 29 сентября 2021  |
| 15      | Выпуск 29 «Ночевка». Впервые за долгое время Степка приезжает к Михаилу в общежитие с ночевкой. Михаил решает не упускать такую возможность и устраивает для сына «пробник» пионерского лагеря с обязательными ночными розыгрышами и страшными историями в палатке из одеял. Выпуск 30 «Примирение». Степка поссорился со школьным другом. Михаил решает, что это отличный повод, чтобы научить сына правильно мириться. И покажет он это на примере своего брата Валерки.                              | 30 сентября 2021  |
| 16      | Выпуск 31 «Азартные игры». Михаил решает посвятить выпуск азартным играм. Но только для того, чтобы с помощью метода погружения показать Степке, насколько они опасны и как можно, самому не заметив, заболеть игроманией. Выпуск 32 «Каблук». После неудачного выпуска про подледную рыбалку Таня решает лично контролировать встречи Михаила со Степкой и присутствовать во время записи блога. | 30 сентября 2021  |
| 17      | Михаил помогает сыну снять видео для школьного конкурса игрового кино. И параллельно выполняет функцию «клининг-волонтера» под строгим надзором коменданта общежития. | 4 октября 2021    |
| 18      | Михаил решает снять со Степкой новогодний спецвыпуск, в котором будет подготовка праздничного стола, распаковка подарков, общение с подписчиками и настоящий, не самодельный, салют. | 4 октября 2021    |
| 19      | Степка рассказывает Михаилу про подростка, который, в отличие от них, очень неплохо зарабатывает на своем ютюб-канале. Михаил решает показать Степке и зрителям безграничный рекламный потенциал их блога. Но для начала это требует некоторых вложений. | 5 октября 2021    |
| 20      | Михаил узнает, что Степка не пользуется популярностью у одноклассников, и решает устроить мастер-класс, чтобы показать сыну, как стать душой любой компании. Для наглядности он даже организует стихийную вечеринку в общежитии. | 6 октября 2021    |
| 21      | Завтра Таня со Славой женятся и уедут вместе со Степкой в свадебное путешествие. Михаил уговаривает Таню отпустить Степку к нему, чтобы повидаться перед долгим расставанием, а заодно — объяснить сыну все про его новый семейный статус. | 7 октября 2021    |

## В ролях
| Актёр               | Роль                                   |
| ------------------- | -------------------------------------- |
| Гоша Куценко        | Михаил Гречихин блогер, отец Стёпки    |
| Алексей Родионов    | Степан (Стёпка) Гречихин сын Михаила   |
| Екатерина Вуличенко | Татьяна (Таня) бывшая жена Михаила     |
| Сергей Масленников  | Вячеслав (Слава) новый муж Тани        |
| Александр Обласов   | Валерий (Валера) Гречихин брат Михаила |
| Ольга Руднева       | судья                                  |
| Ростислав Гулбис    | ведущий новостей                       |

## Реакция
Сериал получил неоднозначные оценки российских критиков и зрителей.
Родион Чемонин (Film.ru): «Не стоит думать, что сериал лишён драматургии. Как только Михаилу приходит в голову очередной лайфхак, не нужно много прозорливости, чтобы понять: сейчас будет очередное случайное членовредительство. От этого комический эффект, как и элемент неожиданности, исчезают, но любопытство, с которым мы смотрим, допустим, эмтивишных „Чудаков“ с Джонни Ноксвиллом, всё равно остаётся».